# María de los Santos
María de los Santos, född 1640, död 1691, var en spansk skådespelare. Hon var engagerad vid de kungliga teatrarna i Madrid, Teatro de la Cruz och Teatro del Príncipe. 